# Formato prestigio
Formato prestigio es un término acuñado por DC Comics, pero su uso se extendió para referirse a cómics encuadernados en rústica. Una historieta en formato prestigio suelen ser de mayor tamaño que los habituales de 32 páginas grapadas. La calidad del papel también suele ser superior.
El primer cómic que se publicó en este formato fue  Batman: El regreso del caballero oscuro de Frank Miller, de DC Comics, en el año 1986.
En los últimos años, algunas editoriales han utilizado este formato para agrupar las miniseries de sus cómics en grapa. A estas colecciones se les suele llamar novelas gráficas.
- Datos: Q5864016